# Kurşunlu, İnegöl
Kurşunlu là một xã thuộc huyện İnegöl, tỉnh Bursa, Thổ Nhĩ Kỳ. Dân số thời điểm năm 2011 là 3.831 người.